# Auguste Mallet
Auguste Mallet (Thiergeville, Sena Marítim, 3 de maig de 1913 - París, 9 de desembre de 1946) és un ciclista francès que fou professional entre 1936 i 1946. En el seu palmarès destaca una victòria d'etapa a la París-Niça.

## Palmarès
- 1937
  - Vencedor d'una etapa al Tour de l'Oise
- 1938
  - 1r al Gran Premi de Niça
  - Vencedor d'una etapa a la París-Niça
- 1939
  - 1r a la Rouen-Caen-Rouen
- 1943
  - 1r a la Niça-Mont Agel
- 1946
  - 1r al Gran Premi dels Alps

### Resultats al Tour de França
- 1939. 13è de la classificació general